# Дамаскин Манушев
Дамаскин Манушев е български и югославски фотограф и революционер, деец на Вътрешната македоно-одринска революционна организация.

## Биография
Дамаскин Манушев е роден в 1875 година в град Велес, тогава в Османската империя. По произход семейството му е от Тресонче, но под натиск на албански банди Манушеви се преселват около 1725 - 1730 година във велешкото село Папрадище, а след това в Горно Врановци. В края на 1828 година прадядо му Илия се заселва във Велес с жена си Стана и двамата им сина Мануш и Стоян, тъй като в Горно Врановци настъпва вълна на ислямизация. От дядото на Дамаскин Мануш се оформя големия род Манушеви, а от брат му Стоян - Карастоянови. Дамаскин пътува до Солун, Скопие и София редовно с дядо си и баща си, които са търговци и започва да изучава фотографския занаят. Първо отваря първото фотографско ателие в Скопие, а след това и в родния му Велес. Често пътува до Солун, за да се обучава при известни фотографи. Документира много събития от Велес и околността с фотографската си работа.
Още като младо момче в края на XIX век влиза във ВМОРО и развива революционна дейност в организацията в продължение на 18 години. За революционната си дейност често е арестуван от османските власти и осъждан на смърт. Лежи четири години в Куршумли хан в Скопие за дейността си във ВМОРО. Освободен е в 1912 година при избухването на Балканската война.
Фотографското ателие на Манушеви на главната градска улица във Велес става тясно за развиващия се бизнес, особено след като влиза в него и синът му Любе Манушев, също фотограф. След това семейството отваря второ студио в града близо до площада.
Умира в 1960 година във Велес, тогава във Федеративна народна република Югославия.